# Pristaulacus cordiformis
Pristaulacus cordiformis är en stekelart som först beskrevs av Crosskey 1953.  Pristaulacus cordiformis ingår i släktet Pristaulacus och familjen vedlarvsteklar. Inga underarter finns listade i Catalogue of Life.